# Ellery Schempp
Ellery Schempp (né Ellory Schempp, le 5 août 1940) est un physicien et est notamment connu pour être le premier étudiant impliqué dans l'historique décision de la Cour suprême des États-Unis en 1963 dans le procès Abington School District contre Schempp. Cette décision a déclaré qu'un établissement public ne peut pas obliger ses élèves à des lectures de la Bible et que ce fait était contraire à la constitution.

## Biographie
Ellery Schempp est né à Philadelphie et a grandi dans le quartier Roslyn de la ville d'Abington. Il a obtenu son baccalauréat au lycée de Abington en 1958, et a assisté à la Tufts University , où il a obtenu son diplôme en physique et en géologie. En 1967, Schempp a reçu son Ph. D. en physique de l'université Brown.
Schempp, qui est à la retraite, réside à Boston, Massachusetts.
Stephen D. Salomon, professeur à l'université de New York, a écrit un livre sur Schempp et la décision de la Cour suprême. Son livre s'intitule La Grève d'Ellery : Comment un jeune homme a défié la tradition et a déclenché la bataille contre la prière à l'école.

## L'activisme
Le 26 novembre 1956, Schempp commence à contester et proteste contre l'obligation que son école impose aux élèves : lire 10 passages de la Bible et faire la Prière du Seigneur chaque jour à l'heure consacrée à la vie de classe avec le professeur principal. Ce jour-là, il a apporté une copie du Coran pour lire à la place de la Bible; pour cela, il a été envoyé au bureau du proviseur. Sa famille lui donne son soutien et avec l'aide de son père, Edward Schempp, et de l’association American Civil Liberties Union, ils ont poursuivi en justice le lycée et le rectorat d'Abington pour leur politique consistant à imposer aux élèves la lecture obligatoire de la Bible.
Pendant plusieurs années, Schempp, et, plus tard, ses plus jeunes frère et sœur Roger et Donna, ont continué à défendre le principe de laïcité dans les écoles publique devant les tribunaux. L'affaire a finalement été à faveur de Schempps. La Cour suprême lui donne raison en 1963, cinq ans après avoir fini son baccalauréat. Le précédent de cette décision a fait jurisprudence : l'école publique n'a pas le droit de parrainer des exercices religieux, ni de faire pression sur les élèves à participer à aucune manifestation ou cérémonie religieuse. ce cas sert de base pour d'autres procès dans d'autres états du pays pour faire valoir la séparation Église-État en interdisant la religion dans les écoles publiques.